# Huffman Eja-Tabe
Huffman Eja-Tabe (* 6. Mai 1981 in Limbe, Kamerun) ist ein ehemaliger Fußballspieler, der in der USL First Division, der Canadian Soccer League und der USL Premier Development League spielte.
Bevor er zum Profi wurde, spielte er vier Spielzeiten am Algonquin College und gewann 2001 die OCAA-Silbermedaille und 2002 die CCAA-Meisterschaft. 2003 erhielt er seine zweite OCAA-Silbermedaille und gewann 2004 den OCAA-Provinzmeister. Im Jahr 2002 und 2004 wurde er zum OCAA League All-Star ausgewählt und war Teil der CCAA All-Canadian Auswahl im Jahr 2004.
Im Jahr 2004 spielte Huffman in der Ottawa-Carleton Soccer League mit Ottawa St. Anthony Italia unter Cheftrainer Hubert Busby. Im folgenden Jahr wurde er Profi, nachdem Busby zum neuen Cheftrainer für Toronto Lynx in der USL First Division ernannt wurde und anschließend Huffman unter Vertrag nahm. Er debütierte für den Verein am 23. April 2005 beim Lynx Saisonauftakt gegen die Portland Timbers und kam als Ersatz für Jamie Dodds. Sein erstes Tor für den Verein erzielte er am 21. August 2005 bei einem 1: 1-Unentschieden gegen die Puerto Rico Islanders. Huffman kehrte für die Saison 2006 nach Toronto zurück.
Nachdem er nur in drei Spielen im Kader stand, wurde der Vertrag aufgelöst und er spielte den Rest der Saison mit den Oakville Blue Devils in der Canadian Soccer League. 2007 unterschrieb er bei der Ottawa Fury der USL Premier Development League und debütierte am 24. Juni 2007 bei einem Match gegen Brooklyn Knights.